# Skogsknytte
Skogsknytte är en pedagogisk skogsaktivitet för barngrupper i åldrarna 3–4 år och drivs av Friluftsfrämjandet.
I Skogsknytte kombineras lek med utbildning. Barnen får bekanta sig med naturen på nära håll, lära sig naturvett och att orientera sig i skogen, leka lekar och sjunga sånger med naturtema. De får ta med sig matsäck och själva ansvara för den. Även kompisanda spelar en viktig roll.
Knytte är namnet på fantasifiguren (en nyckelpiga) som agerar förgrundsgestalt.
Friluftsfrämjandet har även motsvarande aktiviteter för andra åldersgrupper, exempelvis Skogsmulle för barn i åldrarna 5–6 år och Strövare för barn i åldrarna 7–9 år.